# Kathrin Kolloch
Kathrin Kolloch (* 19. Juni 1961 in Neubrandenburg als Kathrin Stoll)  ist eine deutsche Juristin, Autorin und ehemalige Spitzensportlerin. Sie war mehrfache Kanu-Welt- und -Europameisterin.

## Leben
Kathrin Kolloch, damals als Kathrin Giese, trainierte beim SC Neubrandenburg und wurde 1981, 1982, 1983 und 1985 Weltmeisterin im Vierer-Kajak mit Birgit Fischer. 1986 errang sie bei der Weltmeisterschaft die Silbermedaille im Einer-Kajak und beendete danach ihre sportliche Laufbahn.
1982, 1984 und 1986 wurde sie in der DDR mit dem Vaterländischen Verdienstorden in Bronze, Silber und Gold ausgezeichnet.
1989 schloss sie ihr 1980 begonnenes Jura-Studium an der Berliner Humboldt-Universität als Diplom-Juristin ab und arbeitete danach zwei Jahre als Richterin am Kreisgericht Neubrandenburg. Seit 1992 praktizierte sie als selbständige Rechtsanwältin.
2013 wurde sie rechtskräftig wegen Untreue zu einer Geldstrafe und zu einem Jahr Freiheitsstrafe auf Bewährung verurteilt. Gegen das Urteil legte sie erfolglos Verfassungsbeschwerde ein.
Kolloch  betätigt sich als Krimiautorin.

## Werke
- Der Neid. Spica Verlag, Blumenholz 2011, ISBN 978-3-943168-00-6.
- Der Zorn. Spica Verlag, Blumenholz 2013, ISBN 978-3-943168-14-3.
- Die Wollust. Spica Verlag, Blumenholz 2021, ISBN 978-3-946732-80-8
- Die Gier. Spica Verlag, Blumenholz 2022, ISBN 978-398503-012-5